# Tariel Melelaszwili
Tariel Melelaszwili (gruz. ტარიელ მელელაშვილი; ur. 28 marca 1976) – gruziński zapaśnik walczący w stylu klasycznym. Dwukrotny olimpijczyk. Ósmy w Sydney 2000 i dwudziesty w Atlancie 1996. Walczył w kategorii 68–76 kg.
Czwarty na mistrzostwach świata w 1999 i na mistrzostwach Europy w 1999. Mistrz Europy juniorów w 1993 i wicemistrz świata w 1994 roku.
Jego syn Beka Melelashvili, również jest zapaśnikiem.